# جو سينيكا
جو سينيكا (بالإنجليزية: Joe Seneca؛ 14 يناير 1919 – 15 أغسطس 1996) كان ممثلًا ومغنيًا وكاتب أغاني أمريكيًا. اشتهر بلعب فيلي براون في مفترق طرق (1986) [الإنجليزية]، والدكتور ميدوز في ذا بلوب [الإنجليزية] والدكتور هانس في عرض كوسبي.

## وصلات خارجية
- جو سينيكا على موقع IMDb (الإنجليزية)
- جو سينيكا على موقع ألو سيني (الفرنسية)
- جو سينيكا على موقع ميوزك برينز (الإنجليزية)
- جو سينيكا على موقع أول موفي (الإنجليزية)
- جو سينيكا على موقع قاعدة بيانات برودواي على الإنترنت (الإنجليزية)
- جو سينيكا على موقع قاعدة بيانات الأفلام السويدية (السويدية)
- جو سينيكا على موقع أول ميوزيك (الإنجليزية)
- جو سينيكا على موقع ديسكوغز (الإنجليزية)
- جو سينيكا على موقع قاعدة بيانات الفيلم (الإنجليزية)
- جو سينيكا على موقع كينوبويسك (الروسية)